# Incisivo lateral superior
O incisivo lateral superior é um dente inserido no osso maxilar. 

## Porção coronal

### Face vestibular
Tem forma de trapézio isósceles, cujo grande lado é incisal e o pequeno lado cervical. Essa face é convexa tanto no sentido vertical como no transversal, porém a conexidade é sempre mais acentuada no sentido transversal.
Além do mais, essa convexidade não é uniforme, pois no sentido longitudinal alcança seu máximo junto à borda cervical diminuindo progressivamente à medida que se aproxima da borda incisal, até tornar-se plana. Disto resulta que, a metade ou dois terços incisais da face vestibular mostram-se muitas vezes completamente planos.
A face vestibular é limitada por quatro bordas ou margens arredondadas que se continuam (sem limites precisos) com as faces vizinhas. A borda incisal é retilínea e ligeiramente inclinada para distal. A borda cervical é curvilínea, com raio de curvatura pequeno e de convexidade voltada para a raiz. As bordas proximais - mesial e distal- são convergentes para o lado da raiz, sendo que a mesial é mais longa e menos inclinada, enquanto que a distal é mais curta e menos inclinada. Analisando as faces proximais bem como os ângulos que elas formam, pode-se distinguir a que lada pertence o dente.

### Face lingual

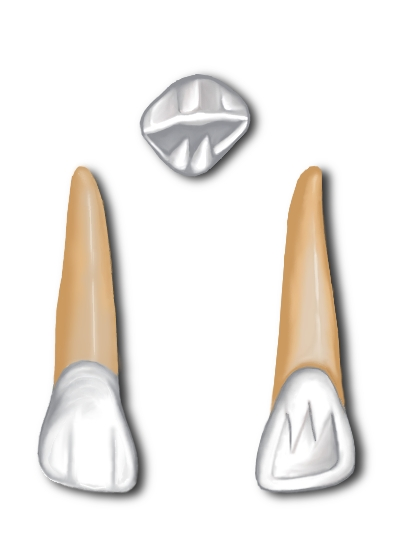
Incisivo lateral superior

Tem forma semelhante à da vestibular, mas é nitidamente triangular. O quarto lóbulo é menos desenvolvido do que nos incisivos superiores; as cristas marginais, com relevo pequeno ou quase nulo, unem-se ao quarto lóbulo sem demarcação nítida. Acima do lóbulo, há uma ligeira depressão.

## Erupção e medida
|              | Início      | Erupção           | Término |
| Calcificação | 12 meses    | 8 anos            | 11 anos |
|              | Total       | Coroa             | Raiz    |
| Comprimento  | 22,5 mm     | 8,0 mm            | 13,2 mm |
|              | Mesiodistal | Vestibulo-lingual |         |
| Diâmetro     | 6,4 mm      | 6,0 mm            |         |